# Expendio de Maíz
Expendio de Maíz, conocido alternativamente como Expendio de Maíz Sin Nombre, es un restaurante mexicano en la Ciudad de México. Fue fundado en 2018 por el chef Jesús Salas Tornés en la Colonia Roma, en la delegación Cuauhtémoc.
El restaurante ofrece una experiencia gastronómica informal y comunitaria centrada en la comida callejera mexicana y platos a base de maíz, que incluyen tortillas, tacos, sopes, gorditas y cerveza de maíz. Sin menú establecido, sin reservas, sin camareros y con pagos solo en efectivo, los invitados se sientan en una de cuatro mesas compartidas. En la cocina abierta, los cocineros preparan platos sorpresa, similares a una experiencia omakase, adaptados a las preferencias y necesidades dietéticas de cada comensal, y los cocineros haciendo revisiones para ofrecer más comida hasta que los clientes estén satisfechos.
En 2024, Expendio de Maíz recibió una distinción Bib Gourmand en la primera Guía Michelin que abarca restaurantes en México. Al año siguiente recibió su primera estrella Michelin.

## Descripción
El restaurante sirve comida callejera mexicana (llamada localmente antojitos), no tiene menú fijo, solo acepta efectivo, no acepta reservas y los comensales se sientan en una de las cuatro mesas comunes disponibles; si el restaurante está lleno, los comensales se turnan. El restaurante, que dispone de cocina abierta, sirve platos de maíz. La experiencia gastronómica es similar a pedir omakase, donde los cocineros también sirven como camareros. Preguntan a los comensales sobre sus restricciones dietéticas y sobre lo que no les gusta, ya que los platos son una sorpresa. Luego ofrecen elementos adicionales durante la comida hasta que los invitados indiquen que están satisfechos.
El diseño interior del edificio está basado en una cocina rural mexicana. El restaurante carece de letreros o área para comer, solo una cocina de roca volcánica con algunos bancos y banquetas que rodean un comal de barro. El restaurante utiliza principalmente ingredientes cultivados en milpas, entre ellos maíz, frijoles, guisantes, amaranto silvestre, calabaza y chapulines. Los ingredientes son de temporada y de origen local.
Los platos han incluido mole de queso, cuajada salada de queso fresco, semiderretido en una salsa roja espesa hecha con nueces y chile costeño; y mole de plátano, hecho en una salsa agridulce de cebolla, ajo, chile y tomate, como la cocina de la corte mogol en el Caribe. Otras opciones incluyen tetelas, tacos de huevo, sopes y gorditas, o tacos de maíz rellenos de queso fresco, hoja santa, y flor de calabaza, o una tortilla de maíz azul cubierta con aguacate, hormigas y salsa. Expendio de Maíz también ofrece un taco relleno de granos enteros de maíz nixtamalizado, que se ha convertido en su plato estrella. Se fríe en manteca de coco y se cubre con hoja santa, queso y flores comestibles. El restaurante ofrece aguas frescas, café y bebidas fermentadas. También vende cerveza de maíz, así como masa y tortillas para llevar.

## Historia
Jesús Salas Tornés inauguró el Expendio de Maíz en abril de 2018 en Avenida Yucatán, en la Colonia Roma. En el momento de su apertura, el restaurante no tenía nombre, y era conocido como «expendio de maíz sin nombre». Según él, quería crear un «lugar sin pretensiones» inspirado en la cocina rural mexicana. Lo abrió junto a sus socios Paulino Martínez y Ludwig Godefroy, este último su interiorista. Martínez ofreció a Tornés espacio junto a su taquería, El Parnita. Originalmente, Tornés decoró el espacio con papayas y plátanos que trajo de Ayutla de los Libres, Guerrero, su ciudad natal.
Durante el primer año, tuvo que trabajar en un metate de piedra negra, moliendo maíz que había nixtamalizado para convertirlo en masa de maíz. La chef mexicana Ana Dolores González se convirtió en jefa de cocina en abril de 2019, y aportó diversos platos a la oferta del restaurante, incluido su plato estrella. Lo creó por accidente, ya que era el final del turno y no quedaban muchos ingredientes para crear un nuevo plato.

## Recepción
Un crítico de Time Out le dio a Expendio de Maíz una calificación de cuatro estrellas, diciendo que el restaurante es mucho más que simplemente otra versión moderna de la cocina tradicional en la Colonia Roma. The World's 50 Best Restaurants describió el establecimiento como una mezcla entre un puesto de comida callejera y un restaurante urbano de moda. Naomi Tomky de Condé Nast Traveler sugirió el restaurante como un buen lugar para grupos pequeños y tranquilos. Daniel Hernández, de Los Angeles Times, consideró que si bien Expendio de Maíz puede tomarse a sí mismo demasiado en serio para su gusto, ofrece comida de una calidad notable.
Le Fooding y Mastercard otorgaron a Expendio de Maíz el título de Mejor Nuevo Bistro 2019 para la Ciudad de México. El restaurante recibió la calificación Bib Gourmand de la Guía Michelin en 2024, lo que significa «comida excepcionalmente buena a precios moderados». La guía elevó la clasificación a una estrella Michelin en 2025, lo que significa «cocina de alta calidad, merece una parada».